# Charlie Maddock
Charlie Maddock (Stoke-on-Trent, 15 novembre 1995) è una taekwondoka britannica.

## Palmarès
- Giochi europei

Baku 2015: oro nei 49 kg.